# Elizabeth Bisland
Elizabeth Wetmore née Bisland le 11 février 1861 à Fairfax (Louisiane, auj. Paroisse de Sainte-Marie) et morte le 6 janvier 1929 à Charlottesville, est une journaliste et femme de lettres américaine, connue pour son tour du monde réalisé en 1889-1890 dans le sens contraire de sa concurrente Nellie Bly, ces aventures faisant l'objet d'une immense médiatisation.

## Biographie
Rédactrice en chef adjointe du magazine Cosmopolitan, son tour du monde est effectué en 76 jours. Elle en laisse le récit In Seven Stages: A flying Trip Around the World (1891). On lui doit aussi une biographie, The Writing of Lafcadio Hearn (1922).
Elle meurt d'une pneumonie à Charlottesville en 1929. 
Jules Verne la mentionne dans son roman Claudius Bombarnac (chapitre VI).